# Mogode
Mogode es un municipio del departamento Mayo-Tsanaga de la región del Extremo Norte, Camerún. En noviembre de 2005 tenía una población censada de 112 905 habitantes.
Se encuentra ubicado cerca de la frontera con Nigeria y Chad.